# Phymaturus payunae
Phymaturus payunae är en ödleart som beskrevs av  José Miguel Cei och CASTRO 1973. Phymaturus payunae ingår i släktet Phymaturus och familjen Tropiduridae. Inga underarter finns listade i Catalogue of Life.